# Список произведений Агаты Кристи
Это список произведений английской писательницы Агаты Кристи. Под русским названием каждого романа указаны другие варианты перевода названия, встречающиеся в книгах. В целях правильной сортировки в названиях удалены кавычки, а артикли поставлены в конец; артикль не является словом — следовательно, производить индексацию по нему нельзя. Для сортировки по одному из параметров нажимайте на знак квадрата в названии столбца. Годы выхода посмертных произведений подсвечены жёлтым цветом, сборники рассказов выделены курсивом.

## Изданные под именем Агаты Кристи

### Детективные романы и сборники рассказов
| Год  | Варианты перевода названия | Оригинальное название                                                                    | Ведут дело                                                          | Комментарий |
| ---- | --- | ---------------------------------------------------------------------------------------- | ------------------------------------------------------------------- | --- |
| 1920 | Загадочное происшествие в Стайлзе Таинственное происшествие в Стайлз Таинственная история | Mysterious Affair at Styles, the                                                         | Эркюль Пуаро, Артур Гастингс, Старший инспектор Джепп               | Первая книга, в которой появляются Эркюль Пуаро, инспектор Джепп и Артур Гастингс (Hercule Poirot, Chief Inspector Japp, Arthur Hastings) |
| 1922 | Таинственный противник | Secret Adversary, the                                                                    | Томми и Таппенс                                                     | Впервые появляются Томми и Таппенс Бересфорд (Tommy & Tuppence Beresford) |
| 1923 | Убийство на поле для гольфа | Murder on the Links                                                                      | Эркюль Пуаро, Артур Гастингс                                        | Эркюль Пуаро получает письмо с просьбой о помощи. Пуаро направляется на виллу «Женевьева» и начинает расследование убийства французского миллионера Поля Рено. |
| 1924 | Человек в коричневом костюме Незнакомец в коричневом | Man in the Brown Suit, the                                                               | Энн Беддингфелд и Полковник Рейс                                    | Молодая девушка в лондонском метро видит, как убили человека, и какой-то мужчина в коричневом костюме обшаривает его карманы. Расследование приводит её на роскошный круизный корабль, направляющийся в Африку. |
| 1924 | Пуаро ведёт следствие | Poirot Investigates                                                                      | Эркюль Пуаро, Артур Гастингс, Старший инспектор Джепп, Мисс Лемон   | 11 рассказов: - Тайна «Звезды Запада» - Трагедия в Марсдон-Мэнор - Загадка дешёвой квартиры - Убийство в Хантерс-Лодж - Кража в миллион долларов - Месть фараона - Переполох в отеле «Гранд Метрополитен» - Похищение премьер-министра - Потеря мистера Дэвенхейма - Тайна смерти итальянского графа - Пропавшее завещание |
| 1925 | Тайна замка Чимниз | Secret of Chimneys, the                                                                  | Инспектор Баттл                                                     | |
| 1926 | Убийство Роджера Экройда | Murder of Roger Ackroyd, the                                                             | Эркюль Пуаро                                                        | есть русскоязычная экранизация |
| 1927 | Большая четвёрка | Big Four, the                                                                            | Эркюль Пуаро, Артур Гастингс, Старший инспектор Джепп               | |
| 1928 | Тайна «Голубого поезда» Тайна «Голубого экспресса» | Mystery of the Blue Train, the                                                           | Эркюль Пуаро                                                        | Пуаро расследует убийство богатой американской наследницы в «Голубом поезде». Сюжет романа основан на рассказе 1923 года «Плимутский Экспресс» (англ. The Plymouth Express), который вошел в сборник рассказов «Ранние дела Пуаро» (англ. Poirot's Early Cases), опубликованный в Великобритании отдельной книгой лишь в 1974 году, а в США в 1951 году, в сборнике The Under Dog and Other Stories. В романе впервые упоминается английская деревушка Сент-Мэри-Мид, с которой позднее будут связаны события серии романов Агаты Кристи о мисс Марпл. |
| 1929 | Партнёры по преступлению | Partners in Crime                                                                        | Томми и Таппенс                                                     | 15 рассказов |
| 1929 | Тайна семи циферблатов | Seven Dials Mystery, the                                                                 | Инспектор Баттл                                                     | Инспектор Баттл расследует кражу документов, представляющих государственную тайну. Читатель вновь встречается с персонажами романа «Тайна замка Чимниз» и с Леди Брэнт, которая начинает собственное расследование загадочных смертей. |
| 1930 | Убийство в доме викария | Murder at the Vicarage, the                                                              | Мисс Марпл                                                          | Первый роман с мисс Марпл |
| 1930 | Таинственный мистер Кин | Mysterious Mr. Quin, the                                                                 | Харли Кин                                                           | Впервые появляется мистер Харли Кин (Harley Quin). Сборник 12 рассказов. |
| 1931 | Загадка Ситтафорда | Sittaford Mystery, the                                                                   | Инспектор Нарракот                                                  | В заснеженном городке Ситтафорд в гостях у мисс и миссис Уиллет небольшая компания проводит спиритический сеанс — столоверчение. Во время сеанса духи сообщают, что Капитан Тревильян, на средства которого был построен Ситтафорд, мёртв. Его ближайший друг, Джон Барнэби, обеспокоенный этим сообщением, решается проведать товарища, несмотря на надвигающийся снегопад. Когда ему всё же удаётся добраться до дома Тревильяна, вместо хозяина он обнаруживает его труп.                                                                           |
| 1932 | Загадка Эндхауза | Peril at End House                                                                       | Эркюль Пуаро, Артур Гастингс, Инспектор Джепп                       | В санатории Пуаро знакомится с девушкой по имени Ник, несколько раз случайно избегшей гибели и пытается убедить её, что на неё покушаются. Есть русскоязычная экранизация. |
| 1933 | Гончая смерти Пёс смерти | Hound of Death, the                                                                      |                                                                     | 12 рассказов: - Гончая смерти - Красный сигнал - Четвёртый человек - Цыганка - Лампа - Я приду за тобой, Мэри! - Свидетель обвинения - Тайна голубого кувшина - Удивительное происшествие с сэром Артуром Кэрмайклом - Зов крыльев - Последний спиритический сеанс - SOS |
| 1933 | Смерть лорда Эджвера Тринадцать сотрапезников Ужин для тринадцати | Lord Edgware Dies                                                                        | Эркюль Пуаро, Артур Гастингс                                        | роман также выходил под названием Thirteen at Dinner |
| 1933 | Тринадцать загадочных случаев | Thirteen Problems, the                                                                   | Мисс Марпл                                                          | 13 рассказов |
| 1934 | Убийство в «Восточном экспрессе» | Murder on the Orient Express                                                             | Эркюль Пуаро                                                        | Одно из наиболее известных произведений писательницы наряду с «Десятью негритятами», «Смертью на Ниле», «Злом под солнцем», «Убийством Роджера Экройда» |
| 1934 | Расследует Паркер Пайн | Parker Pyne Investigates                                                                 | Паркер Пейн                                                         | 12 рассказов, где впервые появляются Паркер Пайн, мисс Лемон и Ариадна Оливер (Parker Pyne, Ariadne Oliver) |
| 1934 | Загадка Листердейла | Listerdale Mystery, the                                                                  | нет                                                                 | Выходил под названием «Изумруд раджи» 12 рассказов: - Загадка Листердейла - Коттедж «Соловей» («Филомела») - Девушка в поезде - Песенка за шесть пенсов - Метаморфоза Эдварда Робинсона - Несчастный случай - Джейн ищет работу - Плодотворное воскресенье - Приключение мистера Иствуда - Красный шар (в оригинале «The Golden Ball») - Изумруд раджи - Лебединая песня - Убийство за чашкой кофе |
| 1935 | Трагедия в трёх актах Драма в трёх актах | Three Act Tragedy                                                                        | Эркюль Пуаро                                                        | |
| 1935 | Почему не Эванс? Ответ знает Эванс Почему не позвали Уилби? | Why Didn’t They Ask Evans?                                                               | Фрэнки и Бобби                                                      | |
| 1935 | Смерть в облаках | Death in the Clouds                                                                      | Эркюль Пуаро, старший инспектор Джепп                               | роман также выходил под названием Death in the Air, |
| 1936 | Убийства по алфавиту В алфавитном порядке | A.B.C. Murders, the                                                                      | Эркюль Пуаро, Артур Гастингс, старший инспектор Джепп               | роман также выходил под названием The Alphabet Murders. Пуаро расследует серию убийств, где убийца выбирает своих жертв по алфавиту. |
| 1936 | Убийство в Месопотамии | Murder in Mesopotamia                                                                    | Эркюль Пуаро                                                        | |
| 1936 | Карты на стол Карты на столе | Cards on the Table                                                                       | Эркюль Пуаро, Суперинтендант Баттл, Полковник Рейс и Ариадна Оливер | Эркюль Пуаро, суперинтендант Баттл, полковник Рейс, Ариадна Оливер приглашены на обед к современному Мефистофелю, который также пригласил несхваченных 4 убийц. |
| 1937 | Безмолвный свидетель Немой свидетель | Dumb Witness                                                                             | Эркюль Пуаро, Артур Гастингс                                        | Пуаро и Гастингс расследуют убийство богатой дамы, которая сообщала Пуаро в письме о том, что её могут убить. Пуаро приходится работать с самым необычным свидетелем — псом убитой дамы, фокстерьером Бобом. После окончания расследования Боб становится питомцем Гастингса. |
| 1937 | Смерть на Ниле | Death on the Nile                                                                        | Эркюль Пуаро и Полковник Рейс                                       | Один из самых известных романов с Пуаро |
| 1937 | Убийство в проходном дворе Убийство в Мьюзе | Murder in the Mews                                                                       | Эркюль Пуаро, Артур Гастингс, Инспектор Джепп                       | 4 повести: - Убийство в проходном дворе - Невероятная кража - Зеркало мертвеца - Треугольник на Родосе |
| 1938 | Свидание со смертью Естественный исход | Appointment with Death                                                                   | Эркюль Пуаро                                                        | Существует одноимённая пьеса, но без Эркюля Пуаро и с изменённым сюжетом. Роман также выходил под названием «Назначено умереть». |
| 1939 | Десять негритят И никого не стало | Ten Little Niggers                                                                       | Томас Легг и Инспектор Мэйн                                         | роман также выходил под названием Ten Little Indians. Современное название — И никого не стало (And Then Were None) впервые дано книге при издании её в Америке. С тех пор произведение выходит только под этим политкорректным названием. Также имеется одноимённая пьеса, русскоязычная и англоязычная экранизация. |
| 1939 | Убить легко | Murder is Easy                                                                           | Инспектор Баттл                                                     | роман также выходил под названием Easy to Kill. |
| 1939 | Рождество Эркюля Пуаро Убийство под Рождество Рождественское убийство Праздник смерти | Hercule Poirot’s Christmas Murder for Christmas Murder at Christmas A Holiday for Murder | Эркюль Пуаро                                                        | В Рождество происходит убийство главы семейства. Под подозрением сыновья убитого, их жены, внучка, лакей и гость главы семьи. Пуаро оказывается неподалёку — в гостях у местного комиссара полиции. |
| 1939 | Тайна регаты и другие рассказы | Regatta Mystery and Other Stories, the                                                   | Мисс Марпл, Паркер Пайн, Эркюль Пуаро                               | Американский сборник из 9 рассказов, которые выходили в Великобритании в др. сборниках. |
| 1940 | Печальный кипарис Чаепитие в Хантерберри | Sad Cypress                                                                              | Эркюль Пуаро                                                        | Первая судебная драма с участием Эркюля Пуаро. Впоследствии Кристи считала Пуаро лишним в этом романе. |
| 1941 | Зло под солнцем | Evil Under the Sun                                                                       | Эркюль Пуаро                                                        | Пуаро отдыхает в санатории на острове, где также гостит актриса, в которую влюблены многие. |
| 1941 | Н или М? Икс или игрек? Агент Н или М | N or M?                                                                                  | Томми и Таппенс                                                     | Шпионская история времен Второй Мировой войны. |
| 1941 | Раз, два — пряжку застегни Раз, раз — гость сидит у нас Раз, два, пряжка держится едва… Раз, два, три, туфлю застегни | One, Two, Buckle My Shoe                                                                 | Эркюль Пуаро, инспектор Джепп                                       | Пуаро приходит к зубному врачу. Спустя пару часов медика находят мертвым. Самоубийство? Пуаро, в отличие от полиции, сомневается в этом. Роман с «политическим уклоном». |
| 1942 | Труп в библиотеке Происшествие в старом замке | Body in the Library, the                                                                 | Мисс Марпл                                                          | |
| 1942 | Пять поросят Шестнадцать лет спустя | Five Little Pigs                                                                         | Эркюль Пуаро                                                        | роман также выходил под названием Murder in Retrospect Пуаро расследует убийство шестнадцатилетней давности. |
| 1942 | Одним пальцем Отравленное перо Каникулы в Лимстоке Движущийся палец Перст судьбы Перст указующий | Moving Finger, The                                                                       | Мисс Марпл                                                          | роман впервые опубликован на русском языке (в переводе Н. В. Забабуровой) под названием «Отравленное перо» (ISBN 5-7507-0715-6) в 1991 году издательством Ростовского университета. |
| 1944 | Час ноль По направлению к нулю Страх | Towards Zero                                                                             | Инспектор Баттл                                                     | экранизирован в сериале о мисс Марпл |
| 1944 | Сверкающий цианид День поминовения | Sparkling Cyanide                                                                        | полковник Рейс                                                      | роман также выходил под названием Remembered Death. Роман основан на переработанном рассказе «Жёлтый ирис» об Эркюле Пуаро. |
| 1945 | Смерть приходит в конце Месть Нофрет | Death Comes as the End                                                                   |                                                                     | Исторический детектив об убийстве в древнем Египте, Фивы 2000 г до н. э. |
| 1946 | Лощина Смерть у бассейна | Hollow, the                                                                              | Эркюль Пуаро                                                        | В США роман вышел в том же году, что и в Великобритании (1946), но под другим названием — «Убийство спустя часы». Через 5 лет после выхода в свет, в 1951 году, Кристи передала «Лощину» в пьесу. Примечательно, что среди действующих в ней лиц не было Эркюля Пуаро. |
| 1947 | Подвиги Геракла | Labours of Hercules, the                                                                 | Эркюль Пуаро                                                        | 12 рассказов |
| 1948 | Берег удачи Прилив Унесенный потоком | Taken at the Flood                                                                       | Эркюль Пуаро                                                        | роман также выходил под названием There is a Tide. |
| 1948 | Свидетель обвинения (американский сборник) | Witness for the Prosecution and Other Stories                                            | нет                                                                 | Американский сборник из 11 рассказов, напечатанных в Великобритании в др. сборниках |
| 1949 | Скрюченный домишко Нелепый домишко | Crooked House                                                                            | Чарльз Хэйворд                                                      | Дело ведёт Чарлз Хэйворд. |
| 1950 | Объявлено убийство | Murder is Announced, a                                                                   | Мисс Марпл                                                          | |
| 1950 | Три слепых мышонка и другие рассказы (американский сборник, 8 рассказов которого были опубликованы в Великобритании в др. сборниках — кроме заглавного рассказа, который является единственным произведением Кристи, никогда не печатавшимся в Британии; так и не был инсценирован в кино (по договору — через 6 мес. после окончания показов в театре), так как переработанная по нему пьеса «Мышеловка» стала театральным феноменом и непрерывно идет в театре с 1952 г.) | Three Blind Mice and Other Stories                                                       | Эркюль Пуаро, Мисс Марпл                                            | 9 рассказов: - Три слепых мышонка - Шутки старых дядюшек - Мерка смерти - Дело идеальной служанки - Дело смотрительницы - Квартира на четвёртом этаже - Похищение Джонни Уэйверли - Чёрная смородина - Дело о любви |
| 1951 | Багдадские встречи Багдадская встреча Встреча в Багдаде | They Came to Baghdad                                                                     | Виктория                                                            | практически шпионский роман |
| 1952 | Миссис Макгинти с жизнью рассталась | Mrs McGinty’s Dead                                                                       | Эркюль Пуаро, Ариадна Оливер                                        | также известна «Смерть миссис МакГинти». В глухой английской деревушке происходит убийство старушки-подёнщицы. Преступник найден и приговорен к повешению. К Пуаро обращается местный полицейский, сомневающийся в вине приговоренного к смерти. |
| 1952 | С помощью зеркал Игра зеркал Фокус с зеркалами | They Do It with Mirrors                                                                  | Мисс Марпл                                                          | |
| 1953 | Карман, полный ржи Зернышки в кармане | Pocket Full of Rye, a                                                                    | Мисс Марпл                                                          | Есть советская экранизация |
| 1953 | После похорон | After the Funeral                                                                        | Эркюль Пуаро                                                        | Эркюль расследует весьма запутанное дело: похоронили Ричарда Эбернети и неизвестно, убит тот или нет. После этого происходит ещё одно убийство и дело становится всё более странным. |
| 1955 | Хикори Дикори Док | Hickory Dickory Dock / Hickory Dickory Death                                             | Эркюль Пуаро, мисс Лемон                                            | выходил под именем Агата Кристи Маллован. Эркюль Пуаро расследует цепь странных краж и загадочных убийств в пансионе для студентов. В 2009 году в России в серии «Вся Кристи» издательства ЭКСМО вышел под укороченным названием «Хикори Дикори» |
| 1955 | Место назначения неизвестно | Destination Unknown                                                                      | мистер Джессоп                                                      | практически шпионский роман, женщине, собирающейся покончить с собой, предлагают выдать себя за другую. |
| 1956 | Глупость мертвеца Каприз | Dead Man’s Folly                                                                         | Эркюль Пуаро, Ариадна Оливер                                        | Опубликован под названием «Причуда мертвеца» |
| 1957 | В 4.50 из Паддингтона | 4.50 from Paddington                                                                     | мисс Марпл                                                          | роман также выходил под названием Что увидела миссис МакГликадди? |
| 1957 | Испытание невинностью | Ordeal by Innocence                                                                      | Артур Калгари                                                       | Также известен под названием «Горе невинным» |
| 1959 | Кошка среди голубей | Cat Among the Pigeons                                                                    | Эркюль Пуаро                                                        | |
| 1960 | Приключение рождественского пудинга | Adventure of the Christmas Pudding, the                                                  | Эркюль Пуаро, мисс Марпл                                            | 6 рассказов: - Приключение рождественского пудинга (переработанное «Приключение на Рождество») - Тайна испанского сундука (переработанная «Тайна багдадского сундука») - Тихоня (Неудачник) - Чёрная смородина (24 черных дрозда) - Сон - Причуда Гриншоу |
| 1961 | Вилла «Белый Конь» Вилла «Белая Лошадь» Конь бледный | Pale Horse, the                                                                          | Марк Истербрук, инспектор Лежен, Ариадна Оливер                     | Фигурирует Ариадна Оливер. Молодой человек сталкивается с серией загадочных смертей, связанных с виллой, где живут какие-то шарлатанки. |
| 1961 | Двойной грех и другие рассказы (американский сборник 8 рассказов, опубликованных в Великобритании в др. сборниках) | Double Sin and Other Stories                                                             | Эркюль Пуаро                                                        | 8 рассказов: - Двойной грех - Осиное гнездо - Приключение рождественского пудинга - Кукла в примерочной - Причуда Гриншоу - Двойная улика - Последний спиритический сеанс - Святое место |
| 1962 | И, треснув, зеркало звенит… Разбилось зеркало, звеня… …И в трещинах зеркальный круг Зеркало треснуло | Mirror Crack’d from Side to Side, the                                                    | Мисс Марпл                                                          | Есть американский фильм The Mirror Crack’d 1980 г. с Элизабет Тейлор в гл. роли и Анджелой Лэнсбери в роли мисс Марпл |
| 1963 | Часы | Clocks, the                                                                              | Эркюль Пуаро, лейтенант Колин Лэм                                   | |
| 1964 | Карибская тайна Мисс Марпл в Вест-Индии | Caribbean Mystery, a                                                                     | Мисс Марпл                                                          | Множественные экранизации, как в формате сериалов, так и отд. фильмов |
| 1965 | Отель «Бертрам» | At Bertram’s Hotel                                                                       | Мисс Марпл                                                          | Мисс Марпл отправляется в Лондон в отпуск. Она выбирает Отель Бертрам, как воплощение её мечты об отдыхе. Однако оказывается, что у постояльцев отеля много тайн и загадочные события не заставляют себя ждать. |
| 1965 | Звезда над Вифлеемом и другие рассказы (иллюстрированный сборник стихов и рассказов на религиозную тему) | Star Over Bethlehem and other stories                                                    | нет                                                                 | 5 стихотворений: - С Рождеством! - Венок для Рождества - Золото, ладан и мирра - Дженни со склона - Мученики Господни - 6 рассказов: - Звезда над Вифлеемом - Ослик — шалун - Теплоходик - Вечером по холодку - Повышение по службе - Остров |
| 1966 | Третья девушка Тайна третьей девушки Третья | Third Girl                                                                               | Эркюль Пуаро, Ариадна Оливер                                        | Пуаро и Ариадна Оливер ведут поиски молодой женщины, Нормы Рестарик. Им также предстоит расследовать обстоятельства загадочного преступления, которое якобы совершила Норма. |
| 1967 | Бесконечная ночь Ночная тьма | Endless Night                                                                            | Сержант Коннор                                                      | Повествование от лица молодого человека, рассказывающего о трагических событиях, связанных с цыганскими проклятиями. Экранизирована в цикле о мисс Марпл |
| 1968 | Щёлкни пальцем только раз Пальцы чешутся, к чему бы? | By the Pricking of My Thumbs                                                             | Томми и Таппенс                                                     | |
| 1969 | Вечеринка в Хэллоуин | Hallowe’en Party                                                                         | Эркюль Пуаро, Ариадна Оливер                                        | |
| 1970 | Пассажир из Франкфурта | Passenger to Frankfurt                                                                   | Стэффорд Най                                                        | |
| 1971 | Немезида | Nemesis                                                                                  | Мисс Марпл                                                          | |
| 1971 | Золотой мяч и другие рассказы (американский сборник 15 рассказов, напечатанных в др. сборниках в Великобритании) | Golden Ball and Other Stories, the                                                       | нет                                                                 | 15 рассказов |
| 1972 | Слоны могут помнить Слоны умеют помнить Долгая память слонов | Elephants Can Remember                                                                   | Эркюль Пуаро, Ариадна Оливер                                        | Эркюль Пуаро и Ариадна Оливер расследуют самоубийство родителей девушки, случившееся много лет назад |
| 1973 | Врата судьбы | Postern of Fate                                                                          | Томми и Таппенс                                                     | последняя книга о Томми и Таппенс |
| 1974 | Ранние дела Пуаро | Poirot’s Early Cases                                                                     | Эркюль Пуаро, Артур Гастингс, Инспектор Джепп, мисс Лемон           | 18 рассказов: - Дело на Балу победы - Исчезновение клэпемской кухарки - Корнуолльская тайна - Приключение Джонни Уэйверли - Двойная улика - Король треф - Наследство Лемезюрье - Затерянный прииск - Плимутский экспресс - Коробка конфет - Чертежи субмарины - Квартира на четвёртом этаже - Двойной грех - Тайна Маркет-Бэйзинга - Осиное гнездо - Дама под вуалью - Морское расследование - Как всё чудесно в вашем садочке… |
| 1975 | Занавес | Curtain                                                                                  | Эркюль Пуаро, Артур Гастингс                                        | последнее дело Пуаро и последний из 33 романов с Пуаро |
| 1976 | Спящее убийство Забытое убийство | Sleeping Murder                                                                          | Мисс Марпл                                                          | Последний из 12 романов о мисс Марпл |
| 1979 | Последние дела мисс Марпл «Дело смотрительницы» (сборник из 6 рассказов с мисс Марпл и 2х (последних) мистический рассказа) | Miss Marple’s Final Cases and Two Other Stories                                          | мисс Марпл                                                          | 8 рассказов: - Святое место (Ожерелье танцовщицы) - Необычная шутка (Шутки старых дядюшек) - Мерка смерти (Убийство миссис Спэнлоу) - Дело смотрительницы (Лекарство для мисс Марпл) - Дело лучшей из горничных (Дело безупречной служанки) - Мисс Марпл рассказывает - Кукла в примерочной - В сумраке зеркала |
| 1991 | Хлопоты в Польенсе и другие истории «Второй удар гонга» | Problem at Pollensa Bay and Other Stories                                                | Харли Кин, Эркюль Пуаро, Паркер Пайн                                | 8 рассказов: - Сервиз «Арлекин» - Второй удар гонга - Дело о любви - Жёлтые ирисы - Цветок магнолии - Случай в Полленсе - Вместе с собакой - Таинственное происшествие во время регаты |
| 1997 | Чайный сервиз «Арлекин» (американский сборник из 8 рассказов, вышедших в Великобритании в др. сборниках) | The Harlequin Tea Set                                                                    | Мистер Саттерсуэйт                                                  | 8 рассказов, 6 из которых аналогичны британскому сборнику Доколе длится свет и другие рассказы |
| 1997 | Доколе длится свет и другие рассказы (В сборник вошли 8 оригинальных рассказов, печатавшихся ранее лишь в британских журналах, но 2 из них (Приключение на рождество, Тайна Багдадского сундука) были переработаны и входили в др. сборники как «Приключение рождественского пудинга» и «Тайна испанского сундука») | While the Light Lasts and Other Stories                                                  | Эркюль Пуаро                                                        | 8 рассказов: - Дом его грез - Актриса - На краю - Приключение на рождество - Одинокий божок - Золото Мэнкса - За стенами - Тайна Багдадского сундука - Доколе длится свет… |

#### Рассказы
Некоторые из рассказов Агаты Кристи, выходившие в Великобритании, печатались в США в произвольном порядке в сборниках с другими названиями и составом рассказов.
|  |

|  |

|  |

### Пьесы
| Год  | Название                | Оригинальное название         | Комментарий                                                                                        |   |
| ---- | ----------------------- | ----------------------------- | -------------------------------------------------------------------------------------------------- | - |
| 1928 | Алиби                   | Alibi                         | основана на романе «Убийство Роджера Экройда»                                                      |   |
| 1930 | Чёрный кофе             | Black Coffee                  | —                                                                                                  |   |
| 1931 | Чимниз                  | Chimneys                      | —                                                                                                  |   |
| 1936 | Любовь от незнакомца    | Love from a Stranger          | —                                                                                                  |   |
| 1937 | Дочь есть дочь          | Daughter’s a Daughter, a      | (или 1939).                                                                                        |   |
| 1940 | Загадка Эндхауза        | Peril at End House            | —                                                                                                  |   |
| 1943 | И никого не стало       | And Then There Were None      | —                                                                                                  |   |
| 1945 | Свидание со смертью     | Appointment with Death        | В основу пьесы лег роман 1938 года «Встреча со смертью», в котором фигурирует Эркюль Пуаро.        |   |
| 1946 | Смерть на Ниле (пьеса)  | Murder on the Nile            | Murder on the Nile                                                                                 | — |
| 1949 | Убийство в доме викария | Murder at the Vicarage        | —                                                                                                  |   |
| 1951 | Лощина                  | Hollow, the                   | —                                                                                                  |   |
| 1952 | Мышеловка               | Mousetrap, the                | в Лондоне пьеса непрерывно ставится с момента выхода по настоящее время                            |   |
| 1953 | Свидетель обвинения     | Witness for the Prosecution   | —                                                                                                  |   |
| 1954 | Паутина                 | Spider’s Web, the             | —                                                                                                  |   |
| 1956 | По направлению к нулю   | Towards Zero                  | другое название — К решающему часу                                                                 |   |
| 1958 | Вердикт                 | Verdict                       | —                                                                                                  |   |
| 1958 | Неожиданный гость       | Unexpected Guest, the         | —                                                                                                  |   |
| 1960 | Назад к убийству        | Go Back for Murder            | —                                                                                                  |   |
| 1962 | Правило трёх            | Rule of Three                 | —                                                                                                  |   |
| 1972 | Тройка скрипачей        | Fiddlers Three                | оригинальное название — Fiddler’s Five. Никогда не было опубликовано. Последняя пьеса Агаты Кристи |   |
| 1973 | Эхнатон                 | Aknaton                       | написана в 1937 году                                                                               |   |
| 1977 | Объявлено убийство      | Murder is Announced           | —                                                                                                  |   |
| 1981 | Карты на столе          | Cards on the Table            | —                                                                                                  |   |
| 1993 | Убивать легко           | Murder is Easy / Easy to Kill | —                                                                                                  |   |

## Работы, написанные под псевдонимом Мэри Уэстмакотт (Mary Westmacott)
| Год  | Название              | Оригинальное название     | Комментарий |
| ---- | --------------------- | ------------------------- | --- |
| 1930 | Вторая жизнь          | Giant’s Bread             | Вернон Дейр — подающий большие надежды композитор. Когда перед ним стоит непростой жизненный выбор, Вернон всегда приносит страдания близким людям, оправдываясь тем, что великий дар требует великих жертв. Трагедия, случившаяся на исходе Первой мировой войны, заставляет его начать жизнь заново. Но изменился ли он, потеряв прошлое? |
| 1934 | Незаконченный портрет | Unfinished Portrait       | Этот остров — райский уголок для живописца. С утра художник решил подняться в горы и увидел незнакомку, горящую в личном аду посреди рая — она решила покончить жизнь самоубийством. Теперь, чтобы освободить женщину от ее инфернальных стремлений, он должен воссоздать всю ее жизнь от начала до конца — и нанести на картину прошлого финальный мазок… |
| 1944 | Разлука весной        | Absent in the Spring      | Этот роман был очень дорог Агате Кристи — возможно, как никакой другой. Она всегда выделяла его среди сонма своих произведений: «Здесь я писала в точности так, как хотела писать, а для художника нет удовольствия выше этого»… Внезапная задержка в пути, дикая арабская пустыня и богом забытая гостиница… Леди Джоан не остается ничего, кроме как прокручивать в голове всю прожитую жизнь. И постепенно она осознала, кем является на самом деле. Столкнулась с невыносимой правдой, о которой всегда подозревала, но страшилась признать…                                                                                          |
| 1948 | Роза и тис            | The Rose and the Yew Tree | Общепринято считать Кристи блестящим мастером острого сюжета. Однако она представляет собой нечто гораздо более значительное. The Guardian Наиболее острый и противоречивый роман Агаты Кристи, и при этом одна из любимых книг самой писательницы и любимейшая — ее дочери Розалинды. Умирает отец Клемент — всемирно известный герой, для многих чуть ли не новый мессия. Последнее желание умирающего крайне странно: поговорить с глазу на глаз с единственным человеком на свете, который его ненавидит. Со смертного одра прозвучит шокирующая правда о погибшей женщине, которую оба когда-то любили…                              |
| 1952 | Дочь есть дочь        | A Daughter’s a Daughter   | Казалось бы, старая как мир история… Но знаменитый театральный и кинопродюсер Билл Кенрайт, уже в наши дни поставивший по сюжету «Благих намерений» спектакль, оценил эту работу Кристи как «самую жесткую и честную». Встретив Энн, Ричард смог наконец избавиться от мучительных мыслей о погибшей жене и снова полюбить. Энн тоже обрела в нем столь желанное счастье. Но возникла неожиданная помеха — единственная дочь Энн, Сара, которую мать просто боготворит. Сара готова пойти на все, чтобы помешать свадьбе, ее обида и ревность не знают предела. Неужели жестокая вражда двух родных сердец никогда не закончится миром?.. |
| 1956 | Ноша Бремя любви      | The Burden                | |

## Работы в соавторстве
| Год  | Название                    | Оригинальное название | Комментарий |
| ---- | --------------------------- | --------------------- | --- |
| 1931 | Последнее плавание адмирала | Floating Admiral, the | написано совместно с Г. К. Честертоном (G. K. Chesterton), Дороти Сэйерс (Dorothy L. Sayers) и другими членами Детективного Клуба (Detection Club) |
| 1933 | Спросите полисмена          | Ask a Policeman       | Агата Кристи выступила автором предисловия к роману, написанному 6 членами Детективного Клуба (Detection Club)                                     |
| 1998 | Чёрный кофе                 | Black Coffee          | пьеса адаптирована Чарльзом Осборном |
| 2001 | Неожиданный гость           | Unexpected Guest, the | пьеса адаптирована Чарльзом Осборном |
| 2003 | Паутина                     | Spider’s Web, the     | пьеса адаптирована Чарльзом Осборном |

## Автобиографические произведения
| Год  | Название                | Оригинальное название                                                       | Комментарий |
| ---- | ----------------------- | --------------------------------------------------------------------------- | --- |
| 1946 | Расскажи, как ты живёшь | Come, Tell Me How You Live                                                  | автобиографический роман, посвящён археологической экспедиции на Восток вместе с мужем Кристи Максом Маллованом                     |
| 1977 | Автобиография           | An Autobiography                                                            | |
| 2012 | Большое путешествие     | Grand Tour: Letters and Photographs from the British Empire Expedition 1922 | письма и открытки, фотографии, сделанные Кристи во время кругосветного путешествия в 1922 году и изданные ее внуком Мэтью Причардом |